# Олевський заказник
Олевський — лісовий заказник місцевого значення. Об'єкт розташований на території Олевського району Житомирської області, ДП «Олевське ЛГ», Олевське лісництво, кв. 16, вид. 6.
Площа — 99 га, статус отриманий у 1991 році.